# Мюд (Татарстан)
Мюд (тат. Мюд) — посёлок в Аксубаевском районе республики Татарстан, центр Мюдовского сельского поселения.

## География
Посёлок находится в 20 километрах к югу от Аксубаево, расположено на реке Большая Сульча.
Мюд (Татарстан) находится в часовой зоне МСК (московское время). Смещение применяемого времени относительно UTC составляет +3:00.

## История
Основан в 1930-х годах.
С момента основания находился в Аксубаевском, с 10 февраля 1935 года — в Тельманском, с 16 июля 1958 года — в Аксубаевском, с 1 февраля 1963 года — в Октябрьском, с 12 января 1965 года — в Аксубаевском районах. 

## Население
По состоянию на 2014 год в селе проживало 411 человек.